# Drumul european E16
Drumul european 16 (E16) este o rută de la Londonderry la Gävle. 

## Traseu
Drumul E16 este o rută europeană de lungă distanță, având 1180 km, care duce cu întreruperi din Irlanda de Nord, Scoția prin Norvegia până în Suedia. Drumul începe în Derry, duce prin Glasgow, Edinburgh, se unește prin feribot peste mare cu Bergen, urmează Voss, traversează Tunelul Laerdal (cel mai lung tunel rutier din lume), trece prin Filefjell, Fagernes, Hønefoss și se încheie în Sandvika, în suburbiile orașului Oslo. Traseul a fost apoi extins în anul 2010 spre est din regiunea Oslo până la Kongsvinger, Torsby, Malung, Borlänge până la Gävle în Suedia.

### Irlanda de Nord
În Irlanda de Nord, E16 de la Derry urmează mai întâi A6 până la Randalstown (la vest de Antrim), apoi M22 și M2 spre Belfast.

### Scoția
De la Greenock se îndreaptă spre est de-a lungul malului de sud al râului Clyde în direcția est apoi se alătură autostrăzii M8 de la Bishopton și împreună ajung prin Glasgow la Edinburgh.

### Norvegia

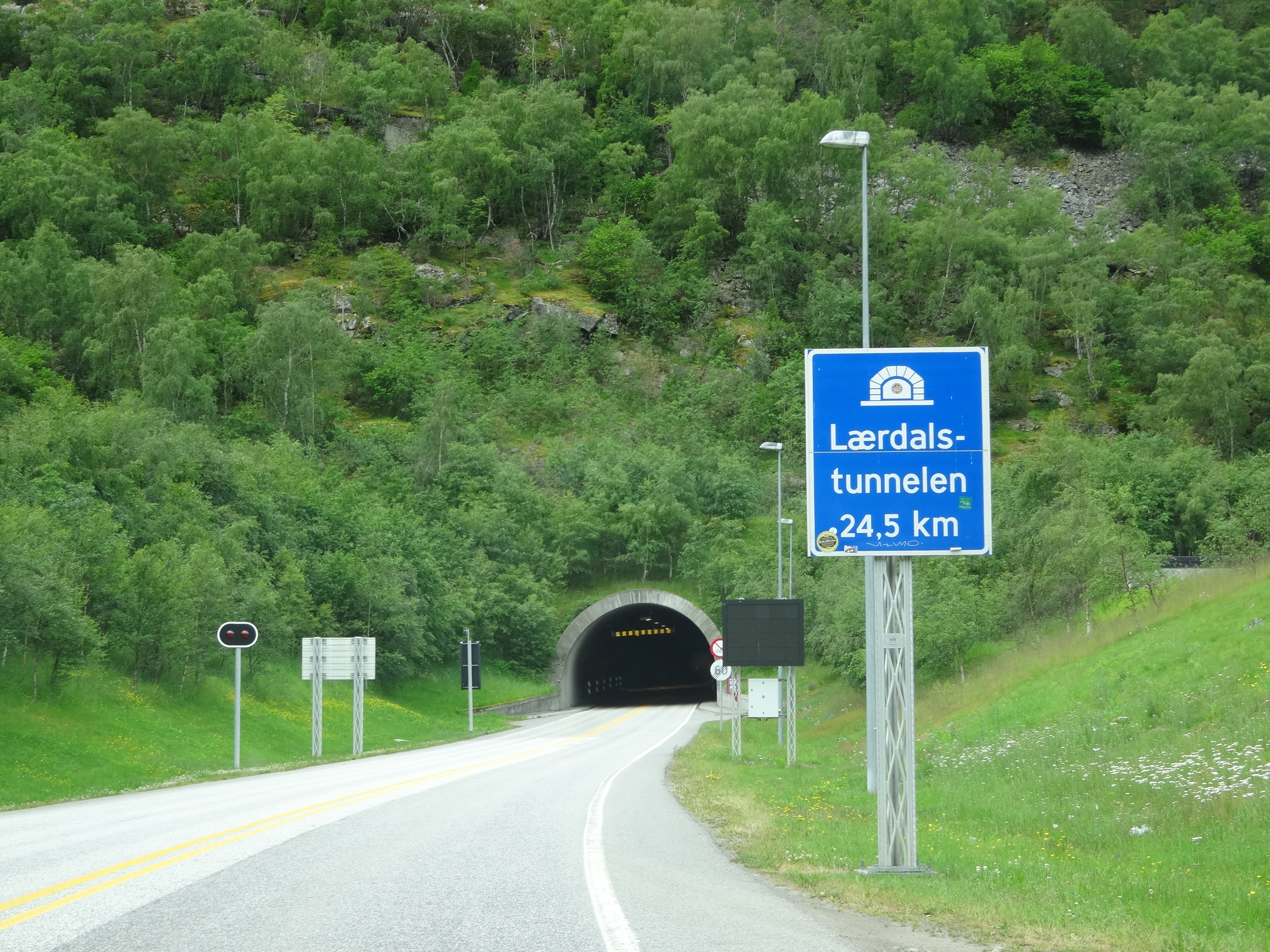
Tunelul Laerdal pe E16

În Bergen, E16 și drumul european 39 merg spre nord de-a lungul Byfjord pe același traseu, apoi E16 cotește spre est și merge de la Arna în mare parte paralel cu calea ferată Bergen pe partea de sud a Sørfjord și mai departe prin Dale spre Fiordul Bolstad.
De-a lungul râului Vosso se ajunge la Voss, unde calea ferată și drumul folosesc uneori părți opuse ale văii. Spre deosebire de calea ferată, care continuă acum spre est prin Raundal pe Hardangervidda, E16 la nord de Vossavangen urmează valea Strandaelv și continuă de-a lungul laturii de nord a Oppheimsvatnet în direcția Stalheim. Aici este trecută secțiunea istorică spectaculoasă a drumului Stalheimskleiva.
Drumul continuă prin Nærøydalen până la Gudvangen la Nærøyfjord, unde trece prin două tuneluri, Gudvanga și Flenja, care împreună au aproximativ 16,5 kilometri lungime, și s-a ajuns la Flåm în Fiordul Aurland, punctul terminus al faimoasei căi ferate Flåmsbana.
Îndreptându-se spre nord, de-a lungul flancului de est al Aurlandsfjord, E16 ajunge apoi la portalul sudic al celui mai lung tunel rutier din lume, Lærdalstunnel lungime de aproximativ 24,5 km între Aurlandsvangen și Håbakken în municipiul Lærdal. Astfel, în anul 2000 a fost deschisă o conexiune pentru iarnă sub Snøvegen. Prin Lærdalen, E16 continuă spre Filefjell, unde atinge cel mai înalt punct la 1013 metri deasupra nivelului mării.